# Saint-Laurent-des-Eaux
Ancienne commune du Loir-et-Cher, la commune de Saint-Laurent-des-Eaux a fusionné en 1972 avec celle de Nouan-sur-Loire pour former la commune actuelle de Saint-Laurent-Nouan.

## Toponymie
Le vocable hagiotoponymique fait référence à Laurent de Rome, un saint important de la chrétienté ayant vécu au IIIe siècle. Le suffixe des-Eaux (initialement d'Aireaux) fut probablement ajouté afin de différencier la commune de celle de Saint-Laurent-des-Bois, également en Loir-et-Cher.
Son appellation au cours des siècles telle que citée dans les chartes a beaucoup évolué :
- Sanctus Laurentius de Ereaus, 1176 (Archives Départementales du Loiret-H, prieuré de La Madeleine d’Orléans) ;
- Sanctus Laurentius de Areolis, XIIe s. ;
- In furno Sancti Laurencii de Areolis, 1236 (Cartulaire de Beaugency, charte 78, p. 91) ;
- Apud Sanctum Laurencium de Areolis, septembre 1271 (Cartulaire de Beaugency, charte 131, p. 149) ;
- Sainct Laurent des Réaux, avril 1377 (Archives Nationales-JJ 110, n° 277, fol. 165) ;
- Andree Sancti Laurencii de Areolis, XIVe s. (Cartulaire de Beaugency, p. 178) ;
- In parochia Sancti Laurencii apud Evreoux, iij arpenz [vinearum], XIVe s. (Cartulaire de Beaugency, p. 183) ;
- Sanctus Lorens Déreaux, XVe s. ;
- Saint Laurent des Eaux, en 1740 (Bibliothèque Municipale d’Orléans, Ms 995, fol. 214).

Sous la Révolution, la volonté de déchristianiser la société française requiert un changement du toponyme : par délibération du conseil général de la commune, et en application du décret du 25 vendémiaire an II (16 octobre 1793), Saint-Laurent-des-Eaux devient ainsi Briou-sur-Ime,, du nom d'un des ruisseaux arrosant la commune.
La commune reprit son nom traditionnel à la Restauration, en 1814.

## Histoire

### Révolution française et Empire

#### Nouvelle organisation territoriale
Le décret de l'Assemblée nationale du 12 novembre 1789 décrète qu'« il y aura une municipalité dans chaque ville, bourg, paroisse ou communauté de campagne », mais ce n'est qu'avec le décret de la Convention nationale du 10 brumaire an II (31 octobre 1793) que la paroisse de Saint-Laurent-des-Eaux devient formellement « commune de Saint-Laurent-des-Eaux »,.
En 1790, dans le cadre de la création des départements, la municipalité est rattachée au canton d'Avaray et au district de Mer. Les cantons sont supprimés, en tant que découpage administratif, par une loi du 26 juin 1793, et ne conservent qu'un rôle électoral, permettant l'élection des électeurs du second degré chargés de désigner les députés,. La Constitution du 5 fructidor an III, appliquée à partir de vendémiaire an IV (1795) supprime les districts, considérés comme des rouages administratifs liés à la Terreur, mais maintient les cantons qui acquièrent dès lors plus d'importance en retrouvant une fonction administrative. Enfin, sous le Consulat, un redécoupage territorial visant à réduire le nombre de justices de paix ramène le nombre de cantons en Loir-et-Cher de 33 à 24. Saint-Laurent-des-Eaux est alors rattachée au canton de Bracieux et à l'arrondissement de Blois par arrêté du 5 vendémiaire an X (26 septembre 1801),,. Cette organisation va rester inchangée pendant près de 150 ans.

### XXesiècle
La centrale nucléaire de Saint-Laurent-des-Eaux est inaugurée en 1963.
En 1969, un premier accident nucléaire a lieu et provoque la fusion d'un des deux réacteurs. Un second eut lieu en 1980.

### Depuis 1972
Le 31 décembre 1971, un arrêté préfectoral annonce le démembrement des paroisses de Saint-Laurent-des-Eaux et de Nouan-sur-Loire et la réunion des deux communes sous le nom de Saint-Laurent-Nouan. Leur fusion association est entrée en vigueur le 1er janvier 1972, avant d'être requalifiée en simple fusion le 5 décembre 1974.

## Politique et administration

### Liste des maires
| Période                                  | Période | Identité                 | Étiquette | Qualité |
| ---------------------------------------- | ------- | ------------------------ | --------- | ------- |
| Les données manquantes sont à compléter. |         |                          |           |         |
| 1790                                     | 1793    | Jean Jargonnet           |           |         |
| 1793                                     | 1794    | François Gervaise        |           |         |
| 1794                                     | 1796    | Jean-Baptiste Moreau     |           |         |
| 1796                                     | 1798    | Jean-Louis Berthe        |           |         |
| 1798                                     | 1815    | Jean Dreux               |           |         |
| 1815                                     | 1817    | Jean-Baptiste Perrin     |           |         |
| 1817                                     | 1822    | Louis Dassigny           |           |         |
| 1822                                     | 1844    | Jean-Baptiste Perrin     |           |         |
| 1844                                     | 1847    | François Haste           |           |         |
| 1847                                     | 1871    | Jean-Baptiste Perrin     |           |         |
| 1871                                     | 1872    | Charlemagne Bureaux      |           |         |
| 1872                                     | 1888    | Jean-Michel Perrin       |           |         |
| 1888                                     | 1908    | Alfred Marie Adam Perrin |           |         |
| 1908                                     | 1910    | Fernand Jean Blain       |           |         |
| 1910                                     | 1925    | Louis Bimbenet           |           |         |
| 1925                                     | 1929    | Jules Ernest Bureau      |           |         |
| 1929                                     | 1934    | Alcide Alfred Bigot      |           |         |
| 1934                                     | 1939    | Honoré Chéneau           |           |         |
| 1939                                     | 1964    | Joseph Gervaise          |           |         |
| 1964                                     | 1971    | René Lacoste             |           |         |

Depuis 1972 et la réunion avec Nouan-sur-Loire, la charge de maire à Saint-Laurent-des-Eaux n'existe plus, au profit de celle de maire de Saint-Laurent-Nouan.